# Кук (шелфов ледник)
Шелфовият ледник Кук (на английски: Cook Ice Shelf) заема част от крайбрежието на Източна Антарктида, край Брега Джордж V на Земя Виктория, в акваторията на море Сомов в Тихоокеанския сектор на Южния океан. Простира се на повече от 125 km между носовете Фрешфилд на запад и нос Хъдсън на полуостров Моусън изток. Ширина до 40 km. В северозападната му част се вдават заливите Кричак и Омелченко, а от югоизток се „вливат“ два малки планински ледника.
През 1840 г. американската антарктическа експедиция с ръководител Чарлз Уилкс открива голям залив запълнен с натрошен лед, който наименува Дисапойнтмент. Ръководителят на австралийската антарктическа експедиция (1911 – 14) Дъглас Моусън променя неговото име като го наименува залив Кук в чест на Джоузеф Кук (1860 – 1947), министър-председател на Австралия (1913 – 14). Впоследствие заливът Кук се запълва с уплътнен лед и се превръща в шелфов ледник, който запазва своето име, но вече като шелфов ледник Кук.